# Ritzlersreuth
Ritzlersreuth ist Ortsteil des Marktes Floß im Bezirk Oberpfalz im Landkreis Neustadt an der Waldnaab.

## Geographische Lage
Der Weiler Ritzlersreuth liegt ungefähr drei Kilometer südwestlich von Floß am Paintbach östlich des Naturschutzgebietes Dost.

## Geschichte

### 13. bis 15. Jahrhundert
Ritzlersreuth (auch: Ruetzensreuth, Rutzenreut, Rützenreut, Rützenrewt, Rutersreut, Rennsenreuth, Renssenreut, Rutzersreuth, Rüzersrieth, Rüzersrietth) wurde im niederbayerischen Salbuch aufgeführt. Als Inhaber von drei Höfen in Ritzlersreuth wurde Ch. Lenguelder genannt. Seine Bewohner mussten jährlich drei Schweine als Abgaben zahlen. Dieses Salbuch stammt aus der Zeit zwischen 1269 und 1320. In diesem Verzeichnis wurden folgende zu Floß gehörigen Ortschaften genannt: Bergnetsreuth, Boxdorf, Diepoltsreuth, Ellenbach, Gösen, Grafenreuth, Hardt, Haupertsreuth, Kalmreuth, Niedernfloß, Oberndorf, Pauschendorf, Ritzlersreuth, Schlattein, Schönberg, Weikersmühle, Welsenhof, Würnreuth, Würzelbrunn.
Ritzlersreuth wurde auch im Böhmischen Salbüchlein genannt. Als Inhaber von zwei Höfen in Ritzlersreuth wurde Ulreich Waldawer genannt. Seine Bewohner mussten jährlich zwei Schweine, zwölf Käse, zwei Hühner, 225 Eier, drei mutt Korn (Roggen) sowie drei mutt Hafer Abgaben zahlen. Das Böhmische Salbüchlein enthielt Aufzeichnungen aus der Zeit von 1366 bis 1373 für alle Ortschaften, die im oben zitierten niederbayerischen Salbuch genannt wurden und zusätzlich Plankenhammer als hamer zu Mekenhofen.
Ritzlersreuth ist ebenfalls im Salbuch von 1416/1440 verzeichnet. Thobias der Waldauwer war Besitzer zweier Höfe. Die Abgaben der beiden Bauernhöfe zusammen betrugen im Jahr fünfeinhalb Achtl Korn, sechs Achtl Hafer.
Dieses Salbuch, mit Informationen über die zu Floß gehörenden Ortschaften stammt aus der Zeit 1416 bis 1440. In ihm erschienen folgende zu Floß gehörende Ortschaften, wie in den beiden älteren Salbüchern: Bergnetsreuth, Boxdorf, Diepoltsreuth, Ellenbach, Gösen, Grafenreuth, Hardt, Haupertsreuth, Niedernfloß, Oberndorf, Pauschendorf, Ritzlersreuth, Schlattein, Schönberg, Welsenhof, Würnreuth, Würzelbrunn. Es fehlten: Kalmreuth, Plankenhammer, Weikersmühle. Hinzu kamen: Fehrsdorf, Gailertsreuth, Konradsreuth, Meierhof, Wilkershof.
1493 hatte Gilig Waldauer zu Waldau zwei Höfe in Ritzlersreuth zu niederbayerischem Lehen.

### 16. und 17. Jahrhundert
In einem Verzeichnis der Mannschaften um das Jahr 1559 wurden die folgenden zu Floß gehörigen Ortschaften aufgeführt: Bergnetsreuth, Boxdorf, Diebersreuth, Diepoltsreuth, Ellenbach, Fehrsdorf, Gailertsreuth, Gösen, Grafenreuth, Hardt, Haupertsreuth, Höfen, Konradsreuth, Meierhof, Niedernfloß, Oberndorf, Pauschendorf, Plankenhammer, Ritzlersreuth, Schnepfenhof, Schönberg, Steinfrankenreuth, Weikersmühle, Welsenhof, Wilkershof, Würnreuth, Würzelbrunn. Für Ritzlersreuth wurden drei Mannschaften verzeichnet: Peter Mages, Georg Peumbler, Ulrich Fiescher.
Während des Dreißigjährigen Krieges zogen in den Jahren 1620 und 1621 die Mansfeldischen Soldaten durch Ritzlersreuth. Dabei raubten sie den Bauern Geld, Vieh, Getreide, Lebensmittel, Kleidung, Wäsche, Betten, kupferne Pfannen und Töpfe, Werkzeuge, Waffen usw., fischten die Weiher ab und verbrannten und zerstörten die Bauernhöfe. Eine Schadensaufstellung für Ritzlersreuth aus dem Jahr 1621 ergab einen Schaden von insgesamt 527 Gulden und 24 Kreuzer.

### 18. Jahrhundert bis Gegenwart
Eine Beschreibung des Fürstlichen Pflegamtes Floßerbürg aus dem Jahr 1704 verzeichnete für Ritzlersreuth drei Mannschaften, zwei Höfe, ein halber Hof.
In einer historisch-statistischen Beschreibung des Pflegamtes Floß von 1794 wurden für Ritzlersreuth zwei Bauern, ein Hirte – insgesamt 20 Einwohner – aufgeführt.
Um 1800 hatte Ritzlersreuth vier Häuser und 26 Einwohner.
Ritzlersreuth gehörte zum Anfang des 19. Jahrhunderts gegründeten Steuerdistrikt Diepoltsreuth, der gleichzeitig auch Ruralgemeinde war. Zum Steuerdistrikt Diepoltsreuth gehörten außer Diepoltsreuth der Weiler Ritzlersreuth und die Einöden Schnepfenhof und Schönberg. Der Steuerdistrikt Diepoltsreuth hatte insgesamt 190 Einwohner und 19 Wohngebäude.
Die Ortschaft Ritzlersreuth hatte 1817 19 Einwohner und vier Wohngebäude, 1861 23 Einwohner und 1961 16 Einwohner und drei Wohngebäude.
1946 wurde Diepoltsreuth und damit auch Ritzlersreuth nach Gailertsreuth eingemeindet.
Die unmittelbare Landgemeinde Gailertsreuth bestand zunächst aus den Weilern Gailertsreuth, Niedernfloß und Oberndorf, den Einöden Gollwitzerhof, Meierhof und Würnreuth. Ab 1946 kam die Gemeinde Diepoltsreuth hinzu mit den Weilern Diepoltsreuth und Ritzlersreuth und den Einöden Schnepfenhof und Schönberg.
Am 1. Januar 1972 wurde die Gemeinde Gailertsreuth und damit auch Ritzlersreuth in den Markt Floß eingegliedert.